# Muricella umbraticoides
Muricella umbraticoides is een zachte koraalsoort uit de familie Acanthogorgiidae. De koraalsoort komt uit het geslacht Muricella. Muricella umbraticoides werd in 1878 voor het eerst wetenschappelijk beschreven door Studer. 